# タンナトリカブト
タンナトリカブト（耽羅鳥兜、学名：Aconitum japonicum subsp. napiforme）は、キンポウゲ科トリカブト属の疑似一年草、有毒植物。ヤマトリカブト A. japonicum subsp. japonicum を分類上の基本種とする亜種群の一つ。別名、サンインヤマトリカブト。
ヤマトリカブトを基本種とする亜種群は、北海道の道南地方から本州、四国、九州まで、国外では朝鮮半島、中国大陸東北部に分布するが、本亜種は本州の近畿地方西部以西、中国地方、四国、九州、朝鮮半島、中国大陸東北部に分布し、低地や山地の林縁、林内などに生育する。花柄と上萼片に屈毛が生え、葉身が五角形から五角形状円形で3全裂、まれに3深裂し、花序がふつう散房状になるのが特徴。

## 特徴
地下の塊茎は径1-2cmになる。茎はやや直立するか斜上し、高さは15-150cmになり、変異の幅が広く、茎の上部には屈毛が生える。茎の中部につく葉の葉身は五角形から五角形状円形で、長さ4-14cm、幅4.5-16cmになり、3全裂からまれに3深裂し、裂片はさらに羽裂し、終裂片は披針形になるか、卵形の粗い鋸歯縁になる。
花期は9-11月。花序は長さ4.5-9cmの散房状、総状または円錐状になり、2-8個ほどの花がつく。 花柄は長さ3-7cmになり、全体に屈毛が密生する。花は長さ30-45mmになり、濃青紫色から菫色、ときに白花もある。花弁にみえるのは萼片で、外面に屈毛が生え、上萼片1個、側萼片2個、下萼片2個の5個で構成される。かぶと状になる上萼片は僧帽形で前方の嘴は長くとがるか、または背の高い円錐形となり前方の嘴は短い。花弁は上萼片の中にかくれて見えないが、柄、舷部、蜜を分泌する距、唇部で構成される。1対あり、距は細く長く180度以下に屈曲する。雄蕊は無毛、雌蕊は3-5個あり、ふつう無毛でときに屈毛が生える。果実は長さ8-13mmの袋果になり、直立する。染色体数2n=32の4倍体種である。 

## 分布と生育環境
本州の近畿地方西部以西、中国地方、四国、九州、朝鮮半島、中国大陸東北部に分布し、低地や山地の林縁、林内などに生育する。中国地方、四国、九州では最もふつうに見られるトリカブト属であるが、ヤマトリカブトの5つの亜種群の中では少ない亜種である。

## 名前の由来
和名タンナトリカブトは、「耽羅鳥兜」の意。タイプ標本は韓国の済州島で採集された。「耽羅（たんな）」は済州島の古い呼び名である。
シノニムにあげた学名では、サンインヤマトリカブト、ヒロハノタンナトリカブト、ウンゼントリカブトの名称がある。
亜種名 napiforme は、「カブラ形の」「扁球の」の意味。

## 分類
タンナトリカブトおよび分類上の基本種ヤマトリカブト A. japonicum とその亜種群は、トリカブト属トリカブト亜属 Subgenus Aconitum のうち、花弁の舷部が距に向かって膨大するキヨミトリカブト節 Section Euchylodea に属し、同節のうち、花はふつう花序の上から下に向かって開花するヤマトリカブト列 Series Japonica に分類される。ヤマトリカブト列に属する日本に分布するの種のうち、温帯に生育する種（高山植物でない種）としては、ヤマトリカブトの他、ヤサカブシ A. nikaii、コウライブシ A. jaluense（亜種にセンウズモドキ subsp. iwatekense がある）、ウゼントリカブト A. okuyamae、オンタケブシ Aconitum metajaponicum、 カワチブシ A. grossedentatum が属する。ヤマトリカブトとその亜種群、ヤサカブシは、花柄と上萼片に屈毛が生えること。ウゼントリカブトとオンタケブシは、葉が腎円形で3浅裂-中裂し、花柄と上萼片に開出毛と腺毛が生え、上萼片の嘴は短いこと。コウライブシは、葉が五角形で3全裂-深裂し、花柄と上萼片に開出毛と腺毛が生え、上萼片の嘴は長いこと。カワチブシの花柄と上萼片は無毛であることが異なる。なお、オンタケブシは分布が限られ極まれな種であり、ヤサカブシは山口県にのみ分布する種である。

## ヤマトリカブト類の分類
| 和名             | 亜種名 subsp. | 変種名 var. | 分布地                              | 茎の長さ            | 葉身                             | 花序、長さ、花数             | 上萼片、嘴                      |
| ---------------- | ------------- | ----------- | ----------------------------------- | ------------------- | -------------------------------- | ---------------------------- | ------------------------------- |
| ヤマトリカブト   | japonicum     |             | 栃木県-愛知県の太平洋側             | 60-200cm            | 五角形-五角形状円形、3深裂-中裂  | 散房状-総状、5-8cm、1-5個    | 円頭の円錐形-僧帽形、長い、短い |
| オクトリカブト   | subcuneatum   |             | 道南、東北地方の日本海側、新潟県    | 60-200cm            | 腎円形、5-7浅裂-中裂             | 棒状の円錐状、8-20cm、3-10個 | 背の高い円錐形-僧帽形、長い     |
| ツクバトリカブト | maritimum     |             | 東北地方-関東地方の太平洋側、長野県 | 60-150cm            | 五角形-五角形状円形、3全裂-3深裂 | 小型の円錐状、5-10cm、2-6個  | 僧帽形、短い                    |
| イヤリトリカブト | maritimum     | iyariense   | 長野県北部特産                      | 300cm、上部はつる状 |                                  |                              |                                 |
| イブキトリカブト | ibukiense     |             | 福井県-兵庫県の日本海側             | 25-180cm            | 腎円形-五角形状円形、3中裂-3深裂 | 散房状-総状、4-14cm、2-7個   | 円頭の円錐形-僧帽形、短い       |
| タンナトリカブト | napiforme     |             | 中国地方、四国、九州                | 15-150cm            | 五角形-五角形状円形、3全裂-3深裂 | 散房状、4.5-16cm、2-8個      | 僧帽形、長い                    |

共通することは、花柄と上萼片に屈毛が生えること。
- ヤマトリカブト（山鳥兜[8]、Aconitum japonicum Thunb. (1784) subsp. japonicum[12]）- 分類上の基本種。茎は高さ60-200cmになり、葉身は五角形-五角形状円形で、3深裂-中裂し、花序は散房状から総状になる。本州の栃木県から愛知県にかけて分布する[7]。
- オクトリカブト（奥鳥兜[8]、Aconitum japonicum Thunb. subsp. subcuneatum (Nakai) Kadota (1987)[13]）- 茎は高さ60-200cmになり、葉身は腎円形で、5-7浅裂-中裂し、花序は棒状の円錐状になる。北海道道南地方、本州の新潟県、群馬県以北の日本海側に分布する[7]。
- ツクバトリカブト（筑波鳥兜[8]、Aconitum japonicum Thunb. subsp. maritimum (Tamura et Namba) Kadota var. maritimum (Tamura et Namba) Kadota (1983)[14]）- 長野県の高原地帯には本亜種の直立型があり、「ハチブセウズ」または「タチトリカブト」と言われる[7]。
  - イヤリトリカブト（居谷里鳥兜、Aconitum japonicum Thunb. subsp. maritimum (Tamura et Namba) Kadota var. iyariense Kadota (1987)[15]）- ツクバトリカブトの変種。茎は高さ300cmに達し、茎の上部がつる状になり、花序が大型になって花が多数つく。長野県北部の特産で、湿地や渓流の流れに沿って生育する[7]。環境省の絶滅危惧IA類、長野県の絶滅危惧IA類(CR)に選定されている[16]。
- イブキトリカブト（伊吹鳥兜[8]、別名、キタヤマブシ、Aconitum japonicum Thunb. subsp. ibukiense (Nakai) Kadota (1987)[17]）- 茎は高さ25-180cmになり、葉身は腎円形-五角形状円形で、3中裂-深裂し、花序は散房状から総状になる。福井県から兵庫県、山口県の日本海側に分布する[7]。
- タンナトリカブト（耽羅鳥兜、別名、サンインヤマトリカブト、Aconitum japonicum Thunb. subsp. napiforme (H.Lév. et Vaniot) Kadota (1987)[1]）- 本亜種。茎は高さ15-150cmになり、葉身は五角形-五角形状円形で、3全裂-深裂し、花序は散房状になる[7]。近畿地方西部以西[9]、中国地方、四国、九州、朝鮮半島、中国大陸東北部に分布する[7]。

## ギャラリー

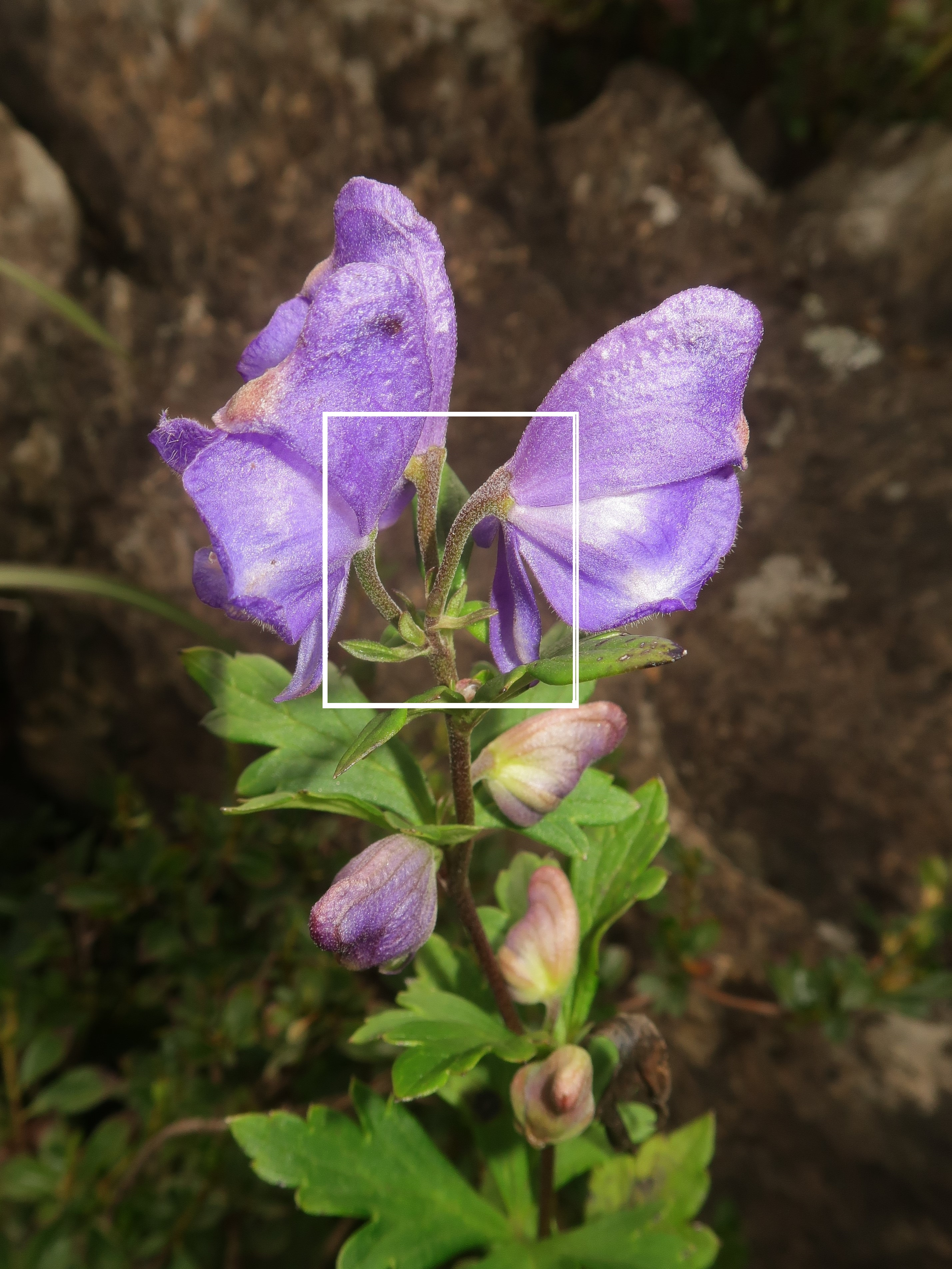
中央の□部分を右側の写真で拡大。
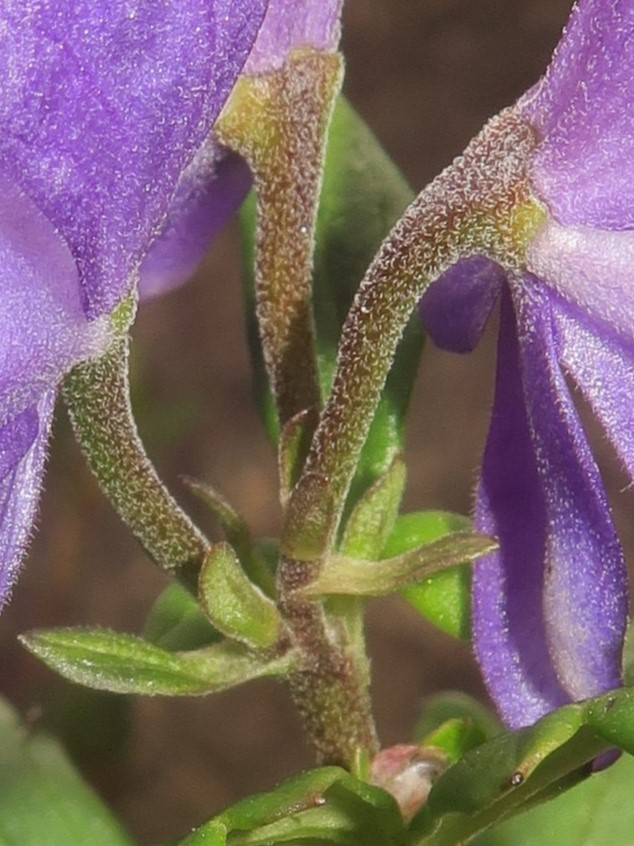
花柄と萼片の外面に屈毛が生える。
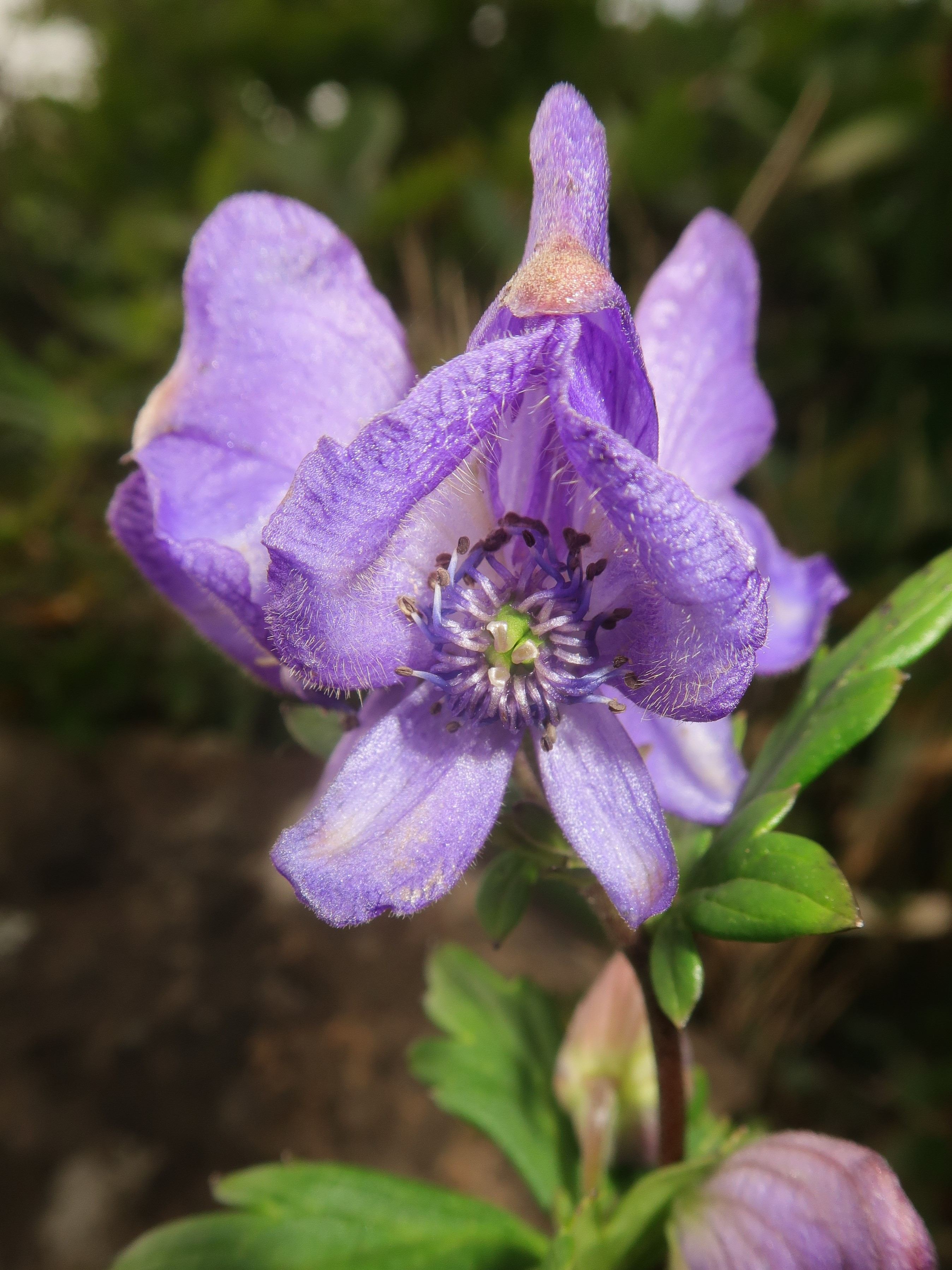
雄蕊は多数あり無毛。雌蕊は3-5個ありふつう無毛。
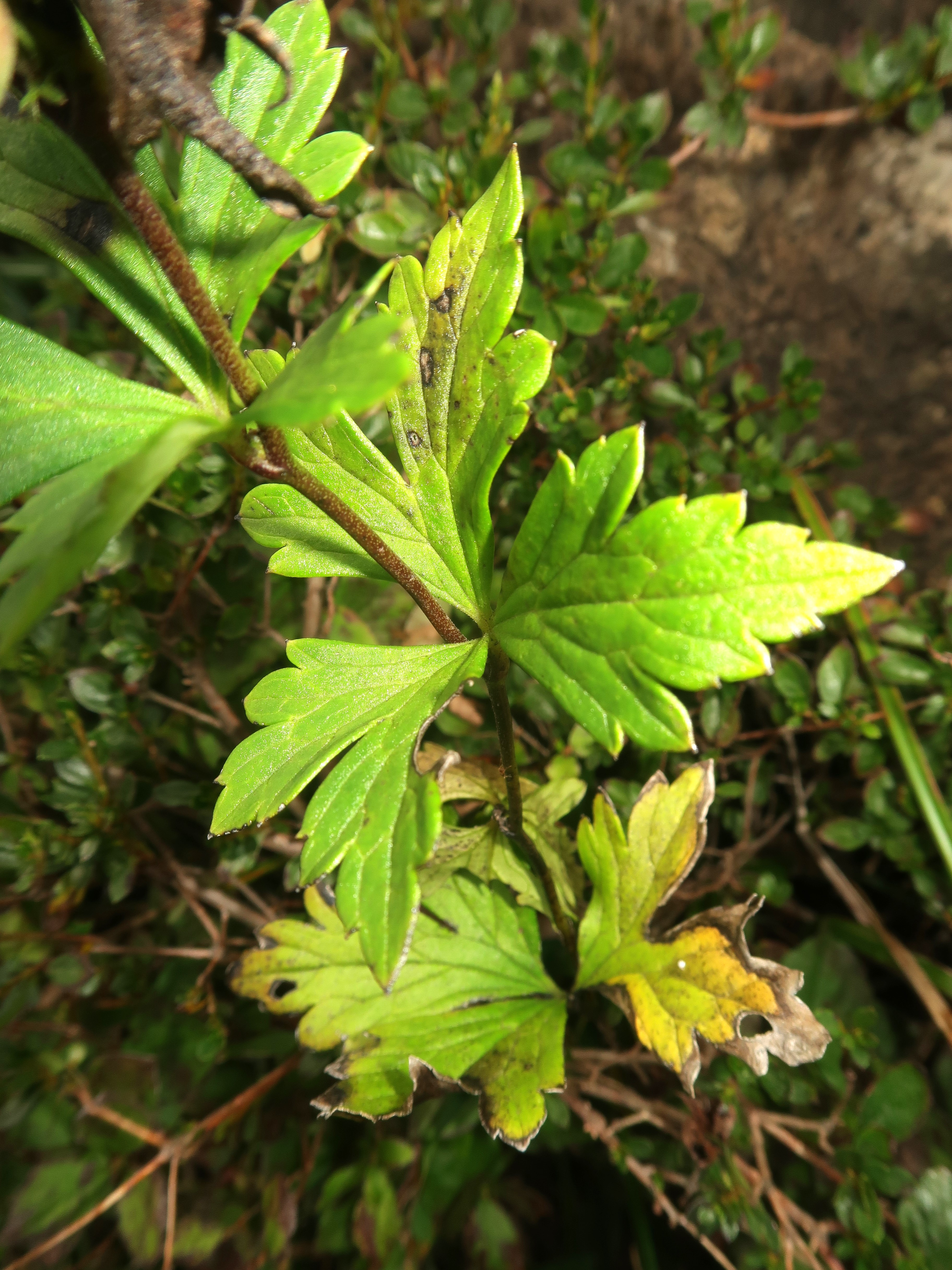
茎葉はふつう3全裂する。